# نادية يونس
نادية يونس (13 يونيو 1946 - 19 أغسطس 2003) ديبلوماسية مصرية راحلة. قضت نحو 33 عاما في العمل في هيئة الأمم المتحدة ومنظمة الصحة العالمية، حيث اعتلت أعلى المناصب في عدة مواقع ومنها مساعد سكرتير الأمم المتحدة لشؤون الجمعية العامة والمؤتمرات.
ولدت في القاهرة، مصر. حاصلة على شهادة الماجستير في العلوم السياسية والقانون الدولي من جامعة نيويورك، وبكالوريوس الأدب الإنجليزي من جامعة القاهرة. إضافة أنها كانت تجيد التحدث العربية والإنجليزية والفرنسية بطلاقة.

## العمل في الأمم المتحدة
انضمت ناديا يونس إلى الأمم المتحدة العام 1970، وبدأ من 1974 وعملت في دائرة العلاقات العامة، وكانت في البداية كموظفة صحفية في قسمي اللغتين الإنجليزية والفرنسية. ثم المتحدثة باسم رئيس الدورة 42 لجلسات الأمم المتحدة.
كما عملت يونس كنائبة المتحدث باسم الأمين العام للأمم المتحدة من مارس 1988 حتى يناير 1993. حينها عينت كمديرة مركز معلومات الأمم المتحدة في روما. بعد ذلك عادت لنيويورك لترأس شعبة وسائط الاعلام في دائرة العلاقات العامة.
عملت كرئيس لدائرة المراسم في الأمم المتحدة منذ 1998. وفي يوليو 1999 حتى يناير 2001 عملت في بعثة إدارة إقليم كوسوفو التابعة للأمم المتحدة (UNMIK) حيث كانت المسئولة عن المعلومات والاتصالات في الحكومة الخاصة التي رئسها برنار كوشنار. وبعد انتهاء مهمتها في كوسوفو عادت يونس إلى نيويورك لمتابعة مهامها كرئيس للمراسم. كما شغلت منصب مديرة العلاقات الخارجية في منظمة الصحة العالمية قبيل سفرها إلى بغداد.
في 2003 خدمت بشكل مؤقت كرئيس لفريق ممثل الأمم المتحدة الخاص في بغداد سيرجيو دي ميللو. توفيت يونس اثر جراح خطيرة بسبب تفجير استهدف فندق القناة في بغداد في 19 أغسطس 2003، والذي تقيم به البعثة الأممية حيث توفيت ومعها 22 عضوا في فريق الأمم المتحدة بينهم ميللو.
نعتها منظمة الصحة العالمية في حفل تأبين رسمي، وجاء في خطاب النعي «...تنعى منظمة الصحة العالمية واحدة من أكثر مسؤوليها المحترمين والفعالين والمثيرين للاهتمام..». وأشارت وكالة أنباء رويترز إلى أنها كانت تتمتع «بالذكاء» وتمتلك «حسا بالدعابة».
ووري جثمانها الثرى في مسقط رأسها القاهرة، مصر.